# Acuicultura en Corea del Sur

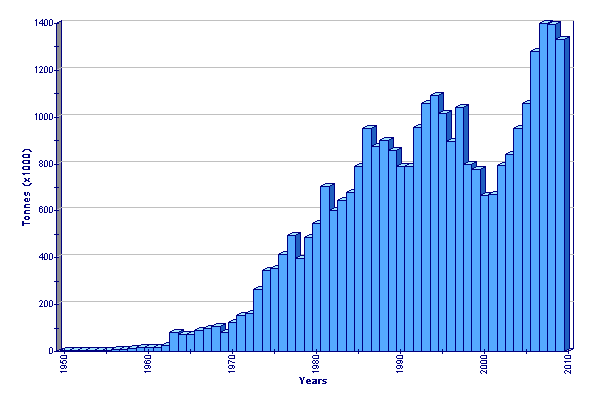
Producción de acuicultura global en Corea del Sur

Corea del Sur ocupa la parte sur de la península de Corea. La masa terrestre total del país es de 98 480 km², pero la tierra utilizable es sólo el 20% del total, por lo que la población se concentra alrededor de la costa. La península de Corea está rodeada por los mares Este, Oeste y Sur, una línea costera que se extiende por unos 2413 km. Dotados de abundantes recursos pesqueros, los coreanos han desarrollado una cultura marinera distinta, con un consumo anual per cápita de alimento marino de 48,1 kg en 2005.
Años de captura de peces silvestres junto con la mejora de la tecnología pesquera han llevado a una disminución continua de la producción de captura en Corea del Sur en los últimos años y, por consiguiente, a una mayor atención a la acuicultura para satisfacer la creciente demanda de productos acuáticos.
La acuicultura extensiva se ha practicado en Corea durante varios cientos de años, pero la acuicultura intensiva moderna (principalmente de algas y mariscos) no surgió hasta los años 60.  Sin embargo, la producción acuícola anual total fue inferior a 100 000 toneladas en este período. La producción acuícola aumentó de 147 000 toneladas en 1971 a más de 1,2 millones de toneladas en 2006.

## Especies cultivadas
La producción acuícola actual en Corea del Sur está dominada por las  algas marinas, seguidas por los moluscos y los  peces de aleta.
| Productos de la pesca | Toneladas | Percentaje |
| --------------------- | --------- | ---------- |
| Algas marinas         | 764 913   | 60.7       |
| Mariscos              | 391 060   | 31.1       |
| Peces de aleta        | 91 123    | 15.2       |
| Otros                 | 12 128    | 0.9        |
| Total                 | 1 259 274 | 100        |

La acuicultura en marina se ha desarrollado de manera diferente en tres regiones costeras debido a la diferencia entre ellas.
- Costa Este - Debido a la simple línea costera y a la fuerte acción de las olas, sólo hay culturas terrestres cerca de la costa. Los  peces planos (Paralichthys olivaceus) y la vieira (Patinopecten yessoensis) son las principales especies cultivadas en la costa este de Corea del Sur.
- Costa Sur - Hay una serie de bahías semicerradas, islas y estuarios con mareas moderadas. El entorno  archipelágico lo convierte en un lugar ideal para la instalación de jaulas. La producción acuícola en la costa sur es mucho mayor que la producción en la costa este y oeste.
- Costa Oeste - Un ambiente cálido (hasta 26 °C) en un estuario con un alto rango de mareas y una marea plana bien desarrollada permite la producción de crustáceos y mariscos en esta región. Las pruebas para el uso de estanques de tierra para peces de aleta han tenido bastante éxito.

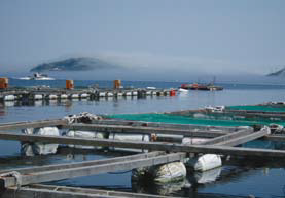
Granjas de jaulas para la producción de peces cerca de la costa

### Algas
El 55% de la producción acuícola de Corea del Sur se compone de algas. Sin embargo, la producción de pescado está aumentando rápidamente. El cultivo de algas se concentra principalmente en la costa suroccidental, donde se cultiva casi el 90% de las algas marinas en Corea del Sur. Las especies de algas marinas cultivadas incluyen la mostaza marina (Caulerpa sp.), el lavamanos (Porphyra spp.), la laminaria (Laminaria spp.), la fusiforme (Hizikia fusiformis), el lavamanos verde (Monostroma sp.) y el codio (Codium sp.). El alga marina marrón domina la producción de acuicultura de algas, que constituye el 42% del peso húmedo total, sin embargo, la producción de lavamanos es la más valiosa, totalizando el 65% del valor total. La producción se estima en 217 559 toneladas (peso húmedo), lo que equivale a más de 10 000 millones de hojas de lavamanos seco.

### Mariscos
Los moluscos son el segundo grupo más importante de productos de la acuicultura marina. Las principales especies producidas son las ostras (Crassostrea gigas y Pinctada fucata), el mejillón coreano (Mytilus coruscus), las ostras rojas (Halocynthia roretzi), la concha de la alfombra japonesa (Ruditapes philippinarum) y las conchas de arca (Anadara satowi y A.). La producción de moluscos alcanzó las 391 060 toneladas en 2006, lo que representa el 31,1% de la producción acuícola total de Corea del Sur.
Las ostras están consideradas como el marisco molusco más importante en la industria acuícola de Corea del Sur, que en 2005 produjo 251 706 toneladas de ostras. Aproximadamente el 90% de las ostras coreanas proceden de granjas situadas en pequeñas bahías y en islas de la costa sur, y la cría de ostras es muy popular, ya que produce grandes beneficios. Por ejemplo, en 2003, una familia de ostricultores trabajó en 126 palangres de ostras, produciendo un beneficio neto de 33 000 dólares estadounidenses.

### Peces
El cultivo de peces de aleta está dominado por el  fletán bastardo ( Paralichthys olivaceus), el pez roca coreano (Sebastes schlegeli), el  salmonete, la lubina, la cola amarilla, el besugo, la  dorada, la  corvina marrón y los sopladores.
Los peces de aleta son las especies más importantes en la acuicultura de agua dulce; las especies de este grupo incluyen truchas, peces de barro (Clarias sp.),  anguilas japonesas (Anguilla japonica), tilapias,  carpas comunes, loros,  carpas de colores, cabezas de serpiente (Channa sp.), peces dulces, cabezas de toro coreanas (Tachysurus fulvidraco), peces dorados y truchas de montaña.

### Crustáceos
El cultivo de crustáceos se refiere principalmente a dos especies de  camarones y algunos cangrejos. El camarón carnoso (Fenneropenaeus chinensis) y el camarón kuruma (Marsupenaeus japonicus) son las principales especies de camarón que se crían, siendo el primero criado principalmente en granjas del oeste de la península y el segundo en granjas de la región sur.

## Tendencias y desarrollo
Se han realizado esfuerzos deliberados para pasar de la producción de especies de acuicultura de bajo valor, como las algas marinas, a especies de alto valor, como las ostras, en Corea del Sur. El Gobierno ha estado llevando a cabo un programa de desarrollo de la acuicultura a largo plazo mediante la ampliación de las zonas de acuicultura y la intensificación del desarrollo de especies rentables y no explotadas. Ya se han designado algunas zonas de marea en las provincias meridionales para el cultivo de mariscos. El número de instalaciones acuícolas se reducirá en un 10% en los próximos cinco años y no se concederán nuevas licencias para productos como el lavamanos, la mostaza marina y los "peces excesivamente producidos".  Otra razón de la ralentización del crecimiento es la pérdida de algunas zonas acuícolas debido a la contaminación industrial, como en el caso de las ostras.
El Ministerio de Asuntos Marítimos y Pesca (MOMAF), al recurrir a una pesca acuícola más avanzada, tiene previsto incitar al sector a reducir los costes de producción para poder competir favorablemente con sus homólogos extranjeros: entre 1997 y 2003, la producción acuícola de plantas acuáticas se redujo en un 30% y la de mejillones en un 75%.[14]. Por otro lado, los peces demersales como la platija del olivo y el pez roca negro aumentaron en un 78%.[14]. También ha aumentado el interés por la cría de camarones (P. chinensis y P. japonicus) y los cangrejos de mano manopla, que antes sólo se cultivaban en China. Como resultado, la producción de crustáceos ha aumentado en un 48% entre 1997 y 2003.

## Direcciones futuras
En los últimos años se ha producido un gran aumento de la producción de especies de peces de alto valor, como la platija del olivo y el pez roca negro, así como un nuevo interés en el cultivo de camarones penaeidae. La visión de Corea del Sur es una industria acuícola reestructurada con un sistema de producción óptimo y una mayor competitividad. Al mismo tiempo, Corea reducirá en un 10% las instalaciones de producción dedicadas a productos de gran volumen, como el lavamanos y la mostaza marina, sin que se expidan nuevas licencias durante los próximos cinco años. El total de fondos invertidos fue de 14,9 millones de dólares estadounidenses.
Existe una creciente preocupación de que la contaminación pueda afectar la producción pesquera y acuícola debido a las obras de recuperación y construcción de complejos industriales en los distritos costeros del sur y oeste del país.
Recientemente, la gestión integrada de la acuicultura ha creado un plan alternativo para superar problemas como la marea roja, el tifón y la contaminación provocada por las actividades humanas. En este plan, el ámbito de aplicación del "suelo acuícola" se extiende a las zonas abiertas. Se divide en tres subdivisiones: acuicultura terrestre, acuicultura politrófica y acuicultura en alta mar, que son conceptos relativamente nuevos en la industria acuícola coreana.